# Онтарио (езеро)
Вижте пояснителната страница за други значения на Онтарио.
Езерото Онтарио (на английски: Lake Ontario; на френски: Lac Ontario) е най-малкото и най-долното от групата на Големите езера в Северна Америка и се намира на границата между САЩ (щат Ню Йорк) и Канада (провинция Онтарио). На езерото Онтарио се намира Торонто, най-големият град в Канада. Площта му, заедно с островите в него е 18 960 km², която му отрежда 14-о място сред езера в света. Площта само на канадската територия на езерото е 10 000 km², като по този начин то е 7-ото по големина езеро на Канада и 4-то в провинция Онтарио. Надморската височина на водата е 75 m.

## География

### Географско положение
Езерото се намира на границата между САЩ и Канада, като повече половината от площта му (10 000 km²) са на канадска територия (провинция Онтарио), а останалите 8960 km² – на американска. Онтарио е най-долното от групата на Големите езера в Северна Америка. По нагоре е разположено езерото Ери, с което се свързва чрез река Ниагара.

### Батиметрия
От запад на изток дължината на езерото е 311 km, а максималната му ширина е 85 km. Обемът на водата е 1639 km³. Максималната му дълбочина е 244 m в югоизточната част на езерото. Водното ниво на езерото се намира на 75 m н.в., което през годината се колебае, като обикновено най-високо е нивото през месеците октомври и ноември, а най-ниско – през януари и февруари.
Температурата на водата през лятото достига до 24 °C, а през зимата е от 0° до 2 °C, когато в близост до бреговете езерото замръзва в периода от декември до март-април. В отделни студени зими езерото е замръзвало цялостно.

### Брегове, острови, водосборен басейн, пристанища
Бреговата линия, с изключение на североизточното крайбрежие е слабо разчленена с обща дължина от 1146 km. В североизточната му част има стотици острови (т.н. Хиляди о-ви), заливи (Куинте, Амхърст и др.) и полуострови, а останалата брегова линия е в преобладаващата си част праволинейна, равнинна и множество плажни ивици. Въпреки това на места има защитени малки заливи, в които са построени удобни пристанища. Онтарио е свързано чрез шлюзове и плавателни канали с езерото Ери и река Хъдсън.
Общата площ на водосборния басейн на езерото е 64 030 km², като в него се вливат множество реки – Ниагара, Дон, Хъмбър, Трент, Дженеси, Осуиго, Блек и други, а изтича само една – Сейнт Лорънс.
По бреговете на езерото са разположени множество населени места, някои от които с големи пристанища – Рочестър, Осуиго (САЩ); Торонто, Хамилтън, Кингстън, Отава (Канада).

## История
Названието на езерото произлиза от езика на индианците хюрони и означава „езеро на сияещите води“. На по-старите карти името на езерото се е изписвало по различни начини. На издадената първа френска карта на Канада през 1662-1663 г. езерото е записано като Ондиара (Ondiara), а на френската карта от 1912 г. – като Фронтенак (Lac Frontenac).
Според официално приетата версия езерото Онтарио е открито от френския изследовател на Канада и североизточната част на САЩ Самюел дьо Шамплен през лятото на 1615 г.